# Stadio Polisportivo Provinciale
O Stadio Polisportivo Provinciale é um estádio de futebol localizado em Érice, província de Trapani e recebe os jogos do Trapani Calcio, a sua capacidade atual é de 7.750 espectadores.